# Seleção da República Democrática do Congo de Futebol Feminino
A Seleção da República Democrática do Congo de Futebol Feminino representa a República Democrática do Congo nas competições de futebol feminino da FIFA. Ela é filiada à FIFA, à CAF e à UNIFFAC.